# Nikola M. Romanović
Nikola M. Romanović (Valjevo,  4. decembar 1984) akademski je vajar, dizajner enterijera, scenograf i mentor brojnih likovnih radionica.
Organizator i jedan od autora projekta Med i krv.
Osnovne i master studije vajarstva završio na Fakultetu likovnih umetnosti u Beogradu.

## Obrazovanje
- Fakultet Likovnih Umetnosti u Beogradu - master studije (odsek vajarski)
- Fakultet Likovnih Umetnosti u Beogradu- osnovne studije (odsek vajarski)
- Visoka Škola Likovnih i Primenjenih Umetnosti Strukovnih Studija (ambijentalni dizajn)
- Valjevska gimnazija

## Izložbe

### Grupne izložbe
- Boje zvuka, Centar za kulturu, Negotin, 2015.
- Donatorska izložba, Centar za vantelesnu oplodnju, Valjevo, 2014.
- Igranka, Dom Umetnosti, Valjevo, 2013.
- Oko Va, galerija Silos, Valjevo, 2013.
- Terakota na Belefu, Robna kuća, Valjevo, 2012.
- 2 gosta dosta, Centar za kulturu Valjevo, 2012.
- Gradac, Narodni muzej, Valjevo, 2011.
- Med i krv 3/ Utopija, galerija Art Klinika, Novi Sad, 2010.[3]
- Med i Krv 2, galerija Booze cooperativa, Atina 2009/2010.[4]
- Med i Krv 1, festival Intersection , galerija MK Valjevo, 2009.
- Divčibare 2008, Narodni muzej Valjevo, 2008.
- Izložba mladih Valjevskih umetnika, Galerija 34, Valjevo, 2007.
- Izložba crteža, galerija Gima, Valjevo, 2003.

### Samostalne izložbe
- DaSein, galerija Silos, Valjevo, 2016.
- 1+1+1, galerija Silos Valjevo, 2012.
- Krik, galerija Gima u Valjevu, 2008.